# Toks Olagundoye
Toks Olagundoye, född 16 september 1975 i Lagos, är en nigeriansk skådespelare.
Olagundoye har bland annat medverkat i TV-serierna Arcane, Big Shot och Frasier.

## Filmografi (i urval)
- 2017–2021 – Ducktale (TV-serie)
- 2021 – Arcane (TV-serie)
- 2021 – Big Shot (TV-serie)
- 2023 – Frasier (TV-serie)